# Zonopimpla atriceps
Zonopimpla atriceps är en stekelart som först beskrevs av Cresson 1874.  Zonopimpla atriceps ingår i släktet Zonopimpla och familjen brokparasitsteklar. Inga underarter finns listade i Catalogue of Life.